# Kodža Musa Paša
Kodža Musa Paša (turško Koca Musa Paşa), običajno krajše Musa Paša, državnik Osmanskega cesarstva, * ni znano, † 22. januar 1647 v bližini Evbeje, zdaj Grčija. 
Musa Paša je večino svoje kariera služboval kot kapudan paša (veliki admiral, 1645–1647),  osmanski guverner Egipta  (1630–1631), osmanski guverner Budimskega ejaleta (1631–1634, 1637–1638, 1640–1644), in osmanski guverner Silistrskega ejaleta (1644–1645). Bil je tudi vezir.

## Poreklo
Musa Paša je bil rojen v bošnjaški družini in obiskoval šolo v palači Enderun.

## Guverner Egipta
Mandat Musa Paše kot guvernerja Egipta je v več virih opisan kot brutalen in terorističen. Na prvi dan zasedanja divana (vlade) je ukazal nekemu moškemu odsekati glavo in mu zapleniti premoženje, čemur je sledilo križanje sina lokalnega šefa šerifa. Različne vladne urade je razdelil svojim prijateljem in zaveznikom in se zato soočil z nezadovoljstvom sandžakbegov. Urade je moral vrniti prejšnjim funkcionarjem. Za incident je okrivil svojega podrejenega in za kazen navidezno zaplenil njegovo rezidenco. Med svojim guvernerstvom se je Musa Paša lotil projektov in načrtov za reformo plačnega sistema v svojo korist in našel metode za pridobitev pravice do dediščine bogatih domačinov.

### Umor Kitas Bega
Marca 1631 je sultan Murat IV. ukazal Musa Paši, naj mu pošlje vojsko za pohod proti Perziji. Musa Paša je poveljstvo nad to vojsko prepustil emirju Kitas Begu, ki je bil čerkeškega porekla, in uvedel davek na zemljo, da bi plačal kamele za prevoz čet v Perzijo. Musa Paša je nato povedal Kitas Begu, da sredstva ne zadostujejo za odpravo in da je zato odpovedana. Ko je Kitas Beg protestiral, ga je Musa Paša ukazal ubiti. Ubili so ga v sredo, 9. julija 1631, na dan Arafe, ko so emirji tradicionalno obiskali guvernerjevo hišo, da bi mu zaželeli vse dobro. Na srečanju je skupina moških skočila na Kitas Bega. Eden od njih mu je z enim samim zamahom sekire odsekal glavo, drugih 40 pa je zabodlo njegovo telo. Zbrani emirji so prestrašeni in zgroženi opazovali dogodek.

### Posledice
Sandžakbegi pod vodstvom Kasim Bega so organizirali Kitas Begov pogreb in celotni egiptovski garniziji razglasili, da bodo vsi, ki bodo skupaj z Musa Pašo praznovali Bajram, kaznovani s smrtjo. Medtem je Musa Paša čakal na prihod gostov, ko ni bilo nikogar, pa je odšel do mošeje Al-Nasir Muhammad in zmolil bajramske molitve. Nato se je s člani svojega gospodinjstva pogostil in preostanek gostije razdelil med kairske reveže.
Vojaški poveljniki so se sestali v Kasim Begovi hiši in za svojega predstavnika izbrali lokalnega visokega sodnika. Predstavnik je od Musa Paše zahteval odgovor, zakaj je ubil Kitas Bega na tako svet dan in ali je zato imel sultanov ukaz. Zahteval je tudi, da vojski izroči morilce. Musa Paša je odgovoril, da ni storil ničesar mimo sultanovih ukazov, morilcev pa ni hotel izročiti. Njegov odziv je  povzročil nezadovoljstvo vojakov.
Vojaki so nato ubili štiri Musa Pašine zaupnike. Dva dni pozneje so se v mošeji-medresi sultana Hasana V. Zbrali vsi sandžakbegi, že omenjeni visoki sodnik, vodja ašrafa in muftija mošeje. Njihovi predstavniki so bili ponovno poslani k Musa Paši z enakim seznamom zahtev, tokrat tudi z imeni osmih atentatorjev. Musa Paša je vso odgovornost za umor prevzel nase in ponudil, da namesto njega imenujejo vršilca dolžnosti guvernerja. Vodstvo vojske je bilo razdeljeno: del vodstva je menil, da za guvernerjevo odstavitev nimajo pooblastil, medtem ko so drugi želeli preprosto umoriti Musa Pašo in ugrabiti osem morilcev. 

### Odstranitev s položaja
Sčasoma so se vojaki uskladili in za vršilca dolžnosti guvernerja  izvoliti ostarelega finančnega ministra Hasan Bega. Musa Paša je nemudoma pisal sultanu Muratu IV., da je bil v Egiptu izvršen državni udar. Sultanu so pisali tudi vojaki, navedli svoje pritožbe  in utemeljili svoja dejanja. Vojaki so od Musa Paše zahtevali veliko vsoto denarja kot nadomestilo za dolg državni blagajni. Musa Paša je moral za poplačilo dolga prodati večino svojega premoženja.  Sultan je se je strinjal z odločitvijo vojakov in poslal Halil Pašo, da zamenja začasnega guvernerja Hasan Bega. Zamenjava je bila opravljena oktobra 1631.

## Smrt
Leta 1643 je bil Musa Paša imenovan za kapudan pašo, velikega admirala osmanske mornarice,  in bil dve leti kasneje med kandijsko vojno ubit v bitki  z beneško floto v bližini grškega otoka Evboja. Njegovo truplo so pripeljali v istanbulsko okrožje Üsküdar in ga tam pokopali.